# Nilla Fischer
Åsa Nilla Maria Fischer, född 2 augusti 1984 i Verums församling, Kristianstads län, är en svensk före detta fotbollsspelare. Hon spelade i Sveriges landslag mellan 2001 och 2022. Åren 2014–2018 spelade hon för VfL Wolfsburg, där hon två gånger vann den tyska ligan och en gång Women's Champions League. Fischer var oftast mittback.
Den 12 december 2022 meddelade hon att hon avslutar karriären, för att i stället utbilda sig till att bli polis. I juli 2025 tog hon examen från polishögskolan, och började arbeta som polis på heltid.

## Karriär

### Klubbkarriär
Nilla Fischer spelade under uppväxten för hemortens lag Verums GOIF, som 2017 döpte om sin hemmaplan till Nillavallen efter henne. Därefter fortsatte hon från 14 års ålder i Vittsjö GIK och åren 2000–2003 i Kristianstad/Wä DFF. 
2003-2011 spelade Fischer för LdB FC Malmö. Den 18 oktober 2011 presenterades hon som Linköpings nyförvärv. 
I juli 2013 skrev Fischer på kontrakt för Wolfsburg, vilket började gälla från januari 2014. I Wolfsburg har hon två gånger vunnit tyska ligan (2014 och 2017) samt Uefa Women's Champions League en gång (2014).
2019 flyttade Nilla Fischer från tyska Wolfsburg, tillbaka till svenska Linköping FC. I november 2021 förlängde hon sitt kontrakt i Linköping med ett år.

### Svenska landslaget
Fischer spelade 2001–2022 i det svenska landslaget. Nilla Fischer gjorde VM-debut i Kina, fredagen den 14 september 2007, i matchen mot USA. Hon kunde inte medverka i premiärmatchen mot Nigeria då hon varit magsjuk tidigare. Matchen mot USA slutade 2–0 till USA. I OS i Peking 2008 gjorde hon det avgörande 1–0-målet i gruppspelsmatchen mot Argentina.
Nilla Fischer var uttagen i den trupp som representerade Sverige i de olympiska spelen i Rio de Janeiro år 2016. Hon blev målskytt i den inledande matchen mot Sydafrika, ett mål som i slutänden blev avgörande för Sveriges avancemang till kvartsfinal i turneringen.
Fischer var i början av karriären mestadels mittfältare, men på senare år har hon i regel verkat som försvarare.
I maj 2019 blev Fischer uttagen i Sveriges trupp till Världsmästerskapet i fotboll 2019. Under mästerskapet gjorde hon en avgörande mållinjeräddning vid tredjeprismatchen mot England.
Den 27 september 2022 meddelade Nilla Fischer att hon avslutar landslagskarriären.

## Erkännande
Både 2017 och 2018 röstades Nilla Fischer fram till medlem av Världslaget.
I september 2017 bytte Verums GOIF namn på sin hemmaplan, från Verums idrottsplats till Nillavallen. De gjorde det för att hedra den mest framgångsrika fotbollsspelaren från orten. Enligt uppgift är arenan den första idrottsplats som uppkallats efter en kvinna; senare har även Kosovare Asllani fått en fotbollsplan uppkallad efter sig.
Nilla Fischer vann 2018 Diamantbollen med motiveringen "Under året har hon fortsatt utveckla sitt spel, som redan tidigare var på högsta internationella nivå. Hon har också varit en nyckelspelare på vägen till VM och som lagkapten ledde hon sitt klubblag till mästartitel, cupseger och final i Champions League."
År 2019 restes en staty i naturlig storlek över Nilla Fischer i Linköping, som del av projektet "Football Forevher". Samtidigt förfärdigades statyer över Kosovare Asllani, Hedvig Lindahl och Caroline Seger.

## Familj
Nilla Fischer har en tvillingbror, Niclas, som är en tidigare fotbollsspelare och som arbetar som fastighetsmäklare. Fischers syster, Johanna, var tidigare målvakt i Malmö FF Dam. Själv är Nilla sedan november 2013 gift med Maria Michaela Fischer. Nilla Fischer har två barn, det yngsta föddes 2021.

## Andra aktiviteter och engagemang
Fischer var sommarpratare i radioprogrammet Sommar i P1 på Sveriges Radio P1 den 13 juli 2015.
Hon har under sin långa karriär använt sin plattform för att belysa de orättvisor och diskriminering som kvinnliga fotbollsspelare möter.
Fischers engagemang för jämställdhet blev särskilt tydligt under Fotbollsgalan 2018, där hon vann Diamantbollen, ett av de mest ärofyllda priserna inom svensk fotboll. I sitt tal tog hon upp hur kvinnor och flickor inom fotbollen ofta möts av hån och inte får samma möjligheter som sina manliga kollegor. Hon har även tagit ställning i frågan om lönediskriminering inom fotbollen. År 2020 ställde hon krav på Sveriges idrottsminister Amanda Lind att ta tag i jämställdhetsfrågan och verka för bättre villkor för kvinnliga fotbollsspelare. Detta efter att Diskrimineringsombudsmannen (DO) ansåg att det svenska damlandslaget inte blivit lönediskriminerade av förbundet.

## Karriär och meriter

### Klubbar
- Verums GOIF (moderklubb)[1]
- 1998–2000 — Vittsjö GIK[1]
- 2000–2003 — Kristianstad/Wä[1]
- 2003–2011 — LdB FC Malmö[1] (semifinal i Uefa Women's Cup 2004)
- 2012–2013 — Linköping FC
- 2014–2019 — Vfl Wolfsburg (tyska mästare 2014 och 2017, Uefa Women's Champions League-mästare 2014, Tyska cupen-mästare 2015, 2016 och 2017[30])
- 2019– — Linköping FC

### Landslagsmeriter
- 12 U17-landskamper[2]
- 24 U19-landskamper[2]
- 14 U23-landskamper[2]
- 189 A-landskamper (till och med 2022[31]), 23 mål[2]
- Världsmästerskap: 2007, 2011, 2015, 2019
  - Brons 2011
  - Brons 2019
- Olympiska spel: 2008, 2012, 2016.
  - Silver 2016

## Bildgalleri

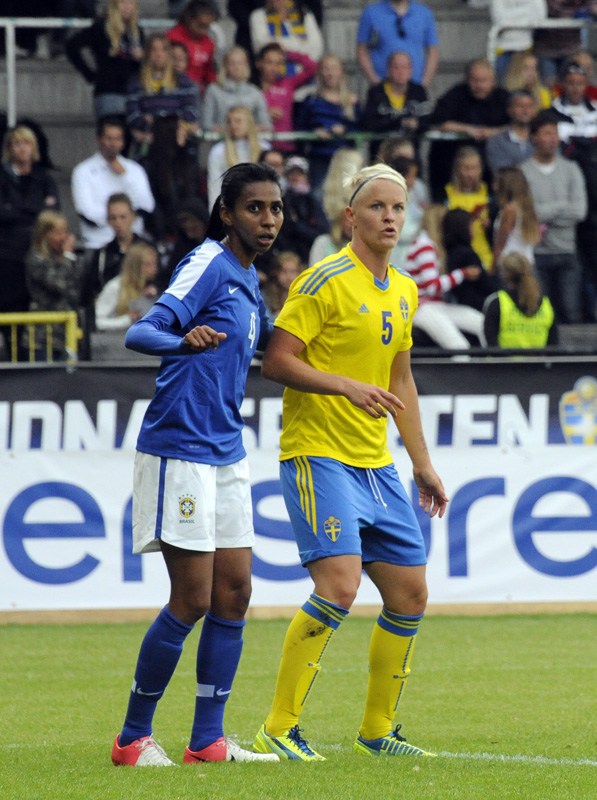
Brasiliens Bruna Benites markerar Fischer i VM-match 2013.
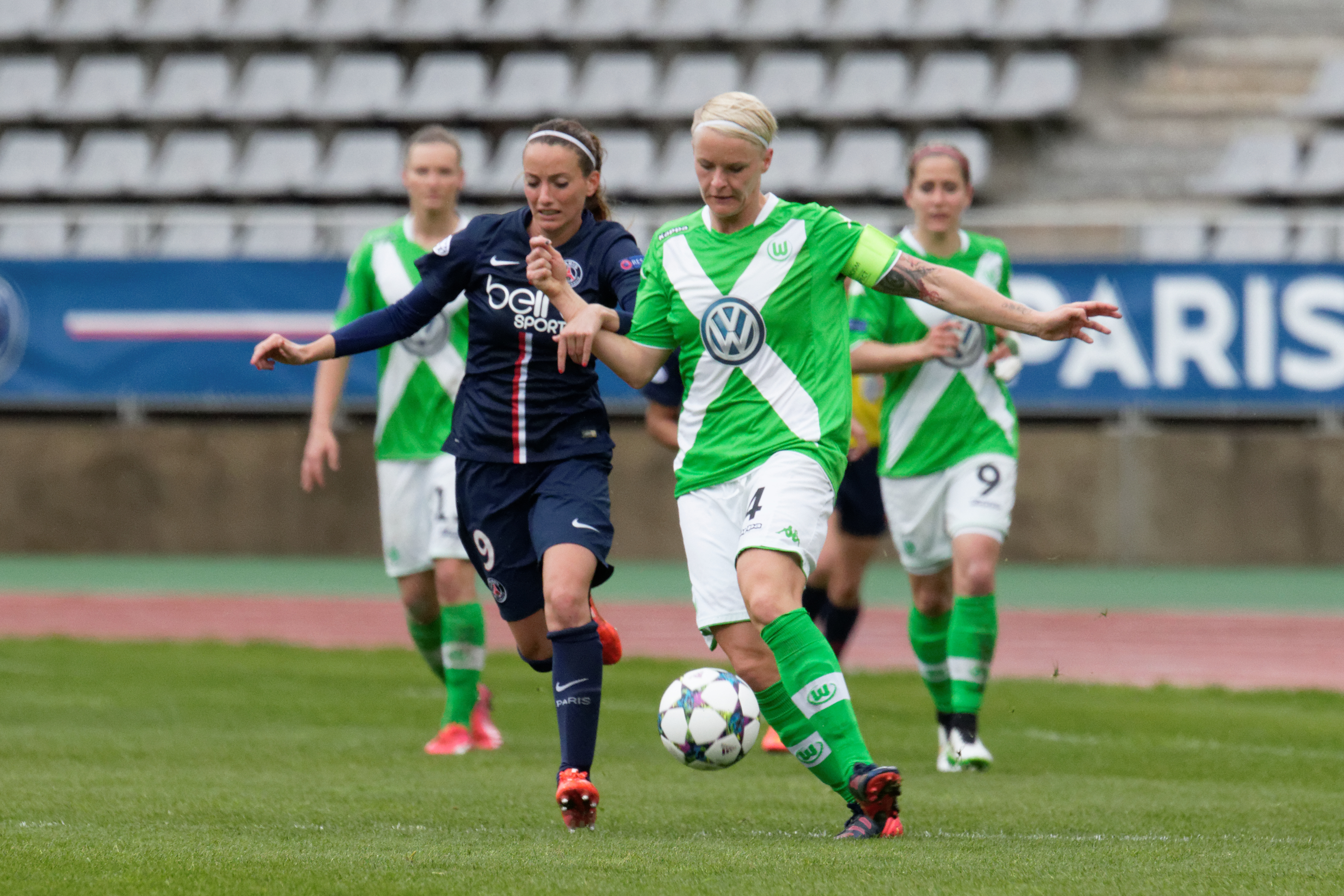
Fischer i Champions League-match 2015, i närkamp med svenska landslagskollegan Kosovare Asllani.
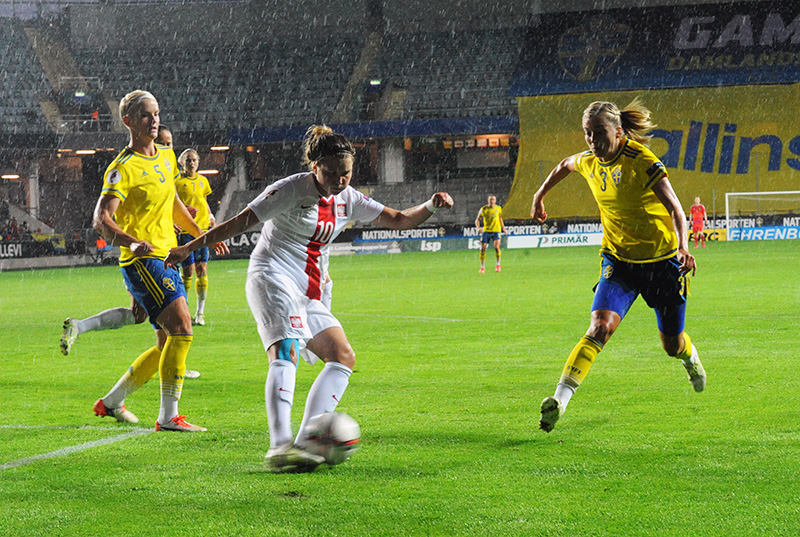
Fischer (vänster) under EM-kvalmatchen mot Polen, september 2015.
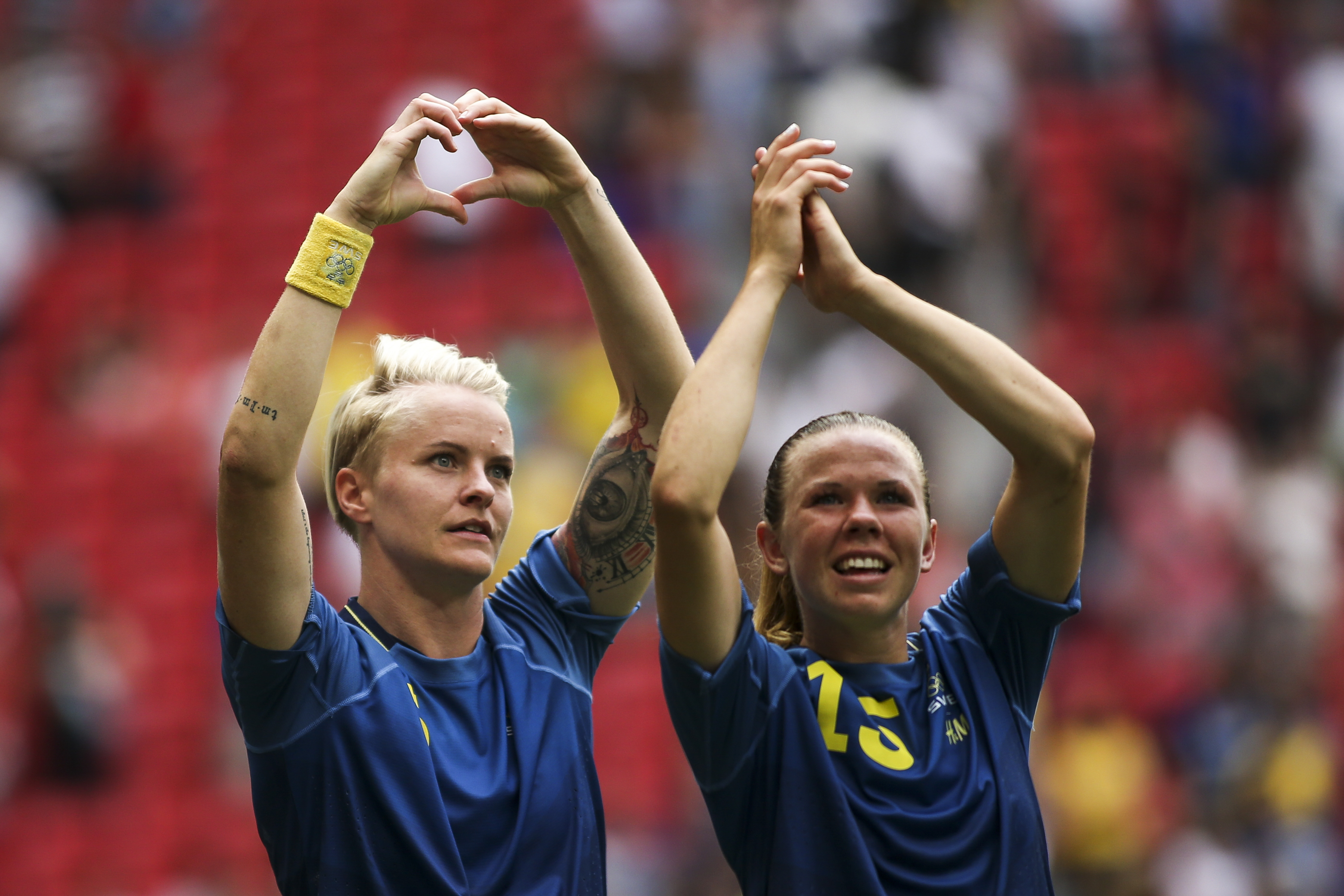
Fischer och Jessica Samuelsson tackar publiken efter kvartsfinalsegern mot USA i OS 2016.